# Astragalus algerianus
Astragalus algerianus es una especie de planta herbácea perteneciente a la familia de las leguminosas. Es originaria del Norte de África.

## Distribución y hábitat
Se encuentra entre las arena y oueds, de Marruecos, Argelia y Túnez.
En España está considera planta extinguida, por Resolución de 1 de agosto de 2018, de la Secretaría de Estado de Medio Ambiente, por la que se publica el Acuerdo de la Conferencia Sectorial de Medio Ambiente en relación con el Listado de especies extinguidas en todo el medio natural español. BOE N.º 195, lunes 13 de agosto de 2018.

## Taxonomía
Astragalus algerianus fue descrita por Edmund Perry Sheldon y publicado en Minnesota Botanical Studies 1(3): 121. 1894.
Etimología
Astragalus: nombre genérico derivado del griego clásico άστράγαλος y luego del Latín astrăgălus aplicado ya en la antigüedad, entre otras cosas, a algunas plantas de la familia Fabaceae, debido a la forma cúbica de sus semillas parecidas a un hueso del pie.
algerianus: epíteto geográfico que alude a su localización en Argelia.
Sinonimia
- Astragalus tenuifoliolosus Maire
- Astragalus tenuifolius Desf. (1799)
- Astragalus tenuifolius var. austro-oranensis Hochr. (1904)
- Astragalus stenophyllus Rouy[4]